# Йейтс, Адам
Адам Йейтс (англ. Adam Yates, род. 7 августа 1992 в городе Бери, Великобритания) — английский профессиональный шоссейный велогонщик, выступающий за команду мирового тура из ОАЭ UAE Team Emirates. Лучший молодой гонщик Тур де Франс 2016. Брат-близнец велогонщика Саймона Йейтса.

### Выступления
2011
Чемпионат Великобритании по трековым велогонкам
3-й Скретч
3-й Омниум
2012
3-й Чемпионат Великобритании по трековым велогонкам - Скретч
2013
2-й Тур де л'Авенир
8-й Париж — Труа
2014
1-й  Тур Турции
1-й Этап 6
1-й Гран-при Индустрия и Артиджанато ди Ларчано
1-й  Молодёжная классификация Тур Сан-Луиса
5-й Тур Калифорнии
5-й Джиро д'Тоскана
6-й Критериум Дофине
6-й Чемпионат Великобритании в групповой гонке
2015
1-й Классика Сан-Себастьяна
2-й Тур Альберты
1-й  Молодёжная классификация
2-й Гран-при Монреаля
9-й Тиррено — Адриатико
2016
4-й Тур де Франс
1-й  Молодёжная классификация
4-й Тур Йоркшира
6-й La Drôme Classic
7-й Критериум Дофине
7-й Classic Sud-Ardèche
2017
1-й Гран-при Индустрия и Артиджанато ди Ларчано
2-й Милан — Турин
4-й Вуэльта Каталонии
5-й Тур Польши
8-й Льеж — Бастонь — Льеж
9-й Джиро д’Италия
9-й Prueba Villafranca de Ordizia
2018
2-й Критериум Дофине
1-й Этап 7
4-й Тур Калифорнии
4-й Вуэльта Валенсии
5-й Тиррено — Адриатико
1-й Этап 5
2019
2-й Вуэльта Каталонии
1-й Этап 3
2-й Тиррено — Адриатико
1-й Этап 1(ТТТ)
4-й Льеж — Бастонь — Льеж
5-й Тур Страны Басков
1-й  Горная классификация
1-й Этап 6
5-й Вуэльта Андалусии
8-й Вуэльта Валенсии
1-й Этап 4

## Статистика

### Чемпионаты
| Соревнование             | Соревнование | 2011 | 2012 | 2013 | 2014 | 2015 | 2016 | 2017 | 2018 |
| Олимпийские игры         | RR           | НП   | —    | НП   | НП   | НП   | 15   | НП   | НП   |
| Чемпионат мира           | RR           | —    | —    | —    | НФ   | 57   | —    | —    | 37   |
| Чемпионат Великобритании | RR           | 24   | 23   | НФ   | 6    | НФ   | —    | —    | —    |

### Гранд Туры
| Гонка           | 2014 | 2015 | 2016 | 2017 | 2018 |
| --------------- | ---- | ---- | ---- | ---- | ---- |
| Джиро д'Италия  | —    | —    | —    | 9    | —    |
| Тур де Франс    | —    | 50   | 4    | —    | 29   |
| Вуэльта Испании | 82   | —    | —    | 34   | 45   |

### Многодневки
| Гонка               | 2014 | 2015 | 2016 | 2017 | 2018 | 2019 |
| Париж — Ницца       | —    | —    | —    | —    | —    | —    |
| Тиррено — Адриатико | —    | 9    | 19   | НФ   | 5    | 2    |
| Вуэльта Каталонии   | 23   | —    | —    | 4    | НФ   | 2    |
| Тур Страны Басков   | 76   | НФ   | 32   | —    | —    | 5    |
| Тур Романдии        | —    | —    | —    | —    | —    |      |
| Тур Калифорнии      | 5    | —    | —    | —    | 4    |      |
| Критериум Дофине    | 6    | 20   | 7    | —    | 2    |      |
| Тур Швейцарии       | —    | —    | —    | —    | —    |      |
| Тур Польши          | —    | —    | —    | 5    | —    |      |

### Однодневки
| Монументальные          | 2014 | 2015 | 2016 | 2017 | 2018 | 2019 |
| Милан — Сан-Ремо        | —    | —    | —    | —    | —    | —    |
| Тур Фландрии            | —    | —    | —    | —    | —    | —    |
| Париж — Рубе            | —    | —    | —    | —    | —    | —    |
| Льеж — Бастонь — Льеж   | —    | —    | 56   | 8    | —    | 4    |
| Джиро ди Ломбардия      | НФ   | 56   | —    | 74   | 29   |      |
| Классические            | 2014 | 2015 | 2016 | 2017 | 2018 | 2019 |
| Амстел Голд Рейс        | —    | —    | НФ   | —    | —    | —    |
| Флеш Валонь             | 97   | —    | НФ   | —    | —    | НФ   |
| Классика Сан-Себастьяна | 43   | 1    | 16   | —    | —    |      |
| Гран-при Квебека        | —    | 32   | 72   | —    | —    |      |
| Гран-при Монреаля       | —    | 2    | НФ   | —    | —    |      |

| —  | Не участвовал  |
| НФ | Не финишировал |
| НП | Не проводилась |